# Розановский (хутор)
Розановский — хутор в Отрадненском районе Краснодарского края. Входит в состав Красногвардейского сельского поселения.

## География
Единственная улица хутора — улица Мира.

## Население
| 2002 | 2010 |
| ---- | ---- |
| 75   | ↘63  |